# Верхние Куряты
Ве́рхние Куря́ты — деревня в Каратузском районе Красноярского края, входит в состав Нижнекурятского сельсовета.

## История
Основана в 1865 году. В 1926 году село Верхние Курята состояло из 177 хозяйств, основное население — русские. В административном отношении являлось центром Верхне-Курятского сельсовета Каратузского района Минусинского округа Сибирского края.

## Население
| 1926 | 2010 | 2012 |
| ---- | ---- | ---- |
| 1025 | ↘115 | ↗131 |

## Известные уроженцы
- Дурновцев, Андрей Егорович (1923—1976) — советский военный деятель, подполковник, Герой Советского Союза.